# Pisidia
La Pisidia (in greco Πισιδία?, Pisidía; in turco Pisidya) è una zona dell'Asia Minore, oggi in Turchia, anticamente abitata dal popolo anatolico dei Pisidi. Fu una provincia dell'Impero romano dopo la riorganizzazione dioclezianea, a partire dal 297.

## Geografia
La regione si trovava nella parte meridionale dell'Asia Minore, in corrispondenza di una regione montuosa interna alle pendici del Tauro, a nord della Panfilia, che la separava dal mar Mediterraneo. Corrisponde all'attuale "regione dei Laghi".

## Storia
Viene menzionata per la prima volta nell'Anabasi di Senofonte, in relazione alla storia del re Ciro il Giovane. Alessandro Magno attraversò il territorio per raggiungere la Frigia dalla Panfilia, incontrando una notevole resistenza, che lo costrinse a conquistarne una per una le città.
Con la pace di Apamea, alla quale i Romani costrinsero Antioco III di Siria nel 188 a.C., la regione era passata sotto gli Attalidi. Nel 133 a.C. l'ultimo re di Pergamo, Attalo III, morì lasciando in eredità il proprio regno a Roma, che ne inglobò la maggior parte nella nuova provincia d'Asia. La Pisidia tuttavia non entrò a far parte della nuova provincia e finì con l'inserirsi, in particolare con la sua parte meridionale, nell'orbita d'influenza dei pirati cilici, i quali avevano accresciuto le loro attività fino a minacciare il commercio nel mar Mediterraneo tra la fine del II e gli inizi del I secolo a.C. In quest'epoca le città battevano moneta propria.
Una spedizione vittoriosa contro i pirati cilici venne condotta nel 102 a.C. dal proconsole Marco Antonio Oratore (nonno del triunviro Marco Antonio), che ne ottenne il trionfo, ma non raggiunse risultati duraturi. Una successiva spedizione di Publio Servilio Vata nel 77-74 a.C. portò alla conquista romana dell'Isauria e di parte della Panfilia e della Pisidia, poi nuovamente perdute per la sconfitta di Marco Antonio Cretico.
Pompeo, ottenuto nel 67 a.C., con la lex Gabinia, un comando straordinario debellò la pirateria cilicia e istituì una serie di nuove province asiatiche, tra le quali quella di Cilicia, comprendente anche la Pisidia, durata fino al 36 a.C.
Nel 39 a.C. la Pisidia fu ceduta al regno di Galazia, che alla morte dell'ultimo re, Aminta, fu annesso da Augusto, con l'istituzione della provincia di Galazia, di cui anche la Pisidia faceva parte. La capitale provinciale fu stabilita ad Ancyra, ma le regioni storiche che costituivano la provincia mantennero propri centri amministrativi e il capoluogo della Pisidia fu la città di Sagalassos, che aveva conservato uno status di città indipendente (civitas libera).
Furono create anche diverse colonie di veterani delle legioni (Antiochia Cesarea Augusta, Iulia Augusta Obasenorum, Cremna, o Colonia Iulia Augusta Felix, Comana e Lystra). Altra città importante fu Selge. Lo sviluppo del territorio fu favorito dalla costruzione della via Sebaste (6 a.C.) che costituì un importante asse di penetrazione verso l'interno. La provincia venne progressivamente romanizzata e il latino rimase il linguaggio ufficiale fino alla fine del III secolo, sebbene gli abitanti fossero di lingua greca.
La Pisidia svolse un ruolo importante nella prima diffusione del Cristianesimo: Antiochia di Pisidia fu visitata da Paolo di Tarso nel suo primo viaggio e fu in seguito sede episcopale (il vescovo Optimus partecipò ad un concilio a Costantinopoli nel 381).
L'imperatore Probo (276-282) fu costretto ad intervenire in Pisidia per reprimere il brigantaggio. Nel 297, in occasione della riorganizzazione dioclezianea, divenne provincia autonoma con capitale Antiochia di Pisidia.